# Tchitrec azuré
Hypothymis azurea
Espèce
Le Tchitrec azuré (Hypothymis azurea), appelé aussi Gobemouche azuré ou Gobemouche monarque azuré, est une petite espèce d'oiseau passeriforme de la famille des Monarchidae, répandue à travers l'écozone indomalaise.

## Description
Le mâle mesure quelque 16 cm de long et son plumage est principalement de couleur bleu pâle à l'exception du bas-ventre blanchâtre. La femelle a les ailes marron-gris.

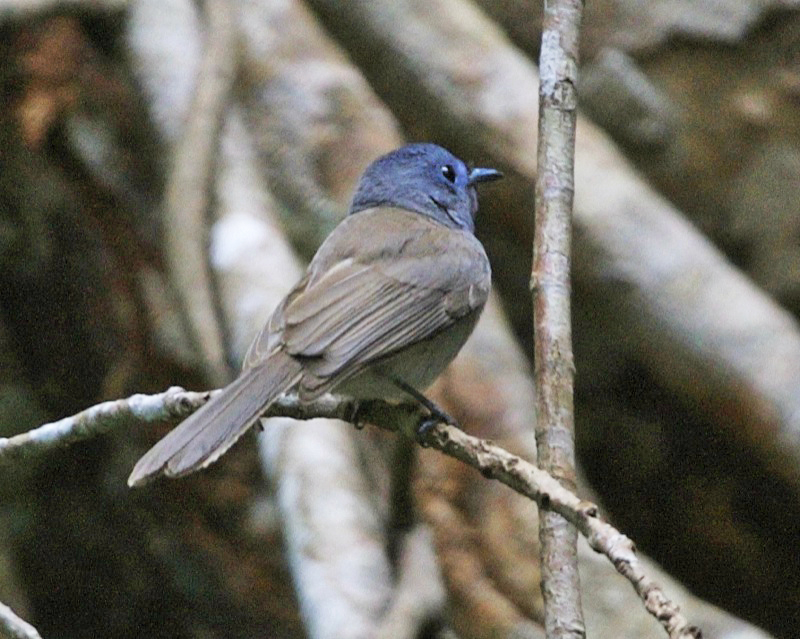
Tchitrec azuré femelle, parc national de Khao Yai, Thaïlande
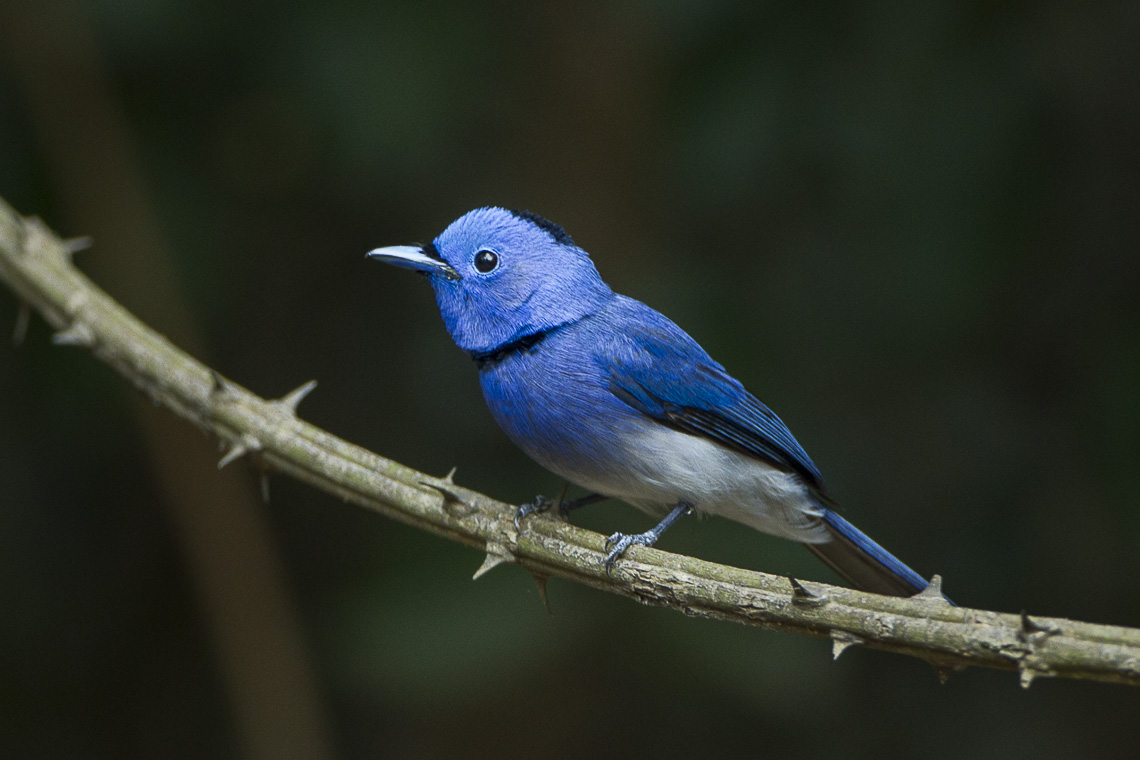
Tchitrec azuré mâle, Thaïlande

## Habitat
Cet oiseau peuple les bois denses et autres habitats très arborés.

## Comportement
La femelle pond trois œufs dans un petit nid en forme de coupe dans un arbre. 

## Alimentation
Cet oiseau est insectivore et chasse généralement en vol.

## Répartition et sous-espèces

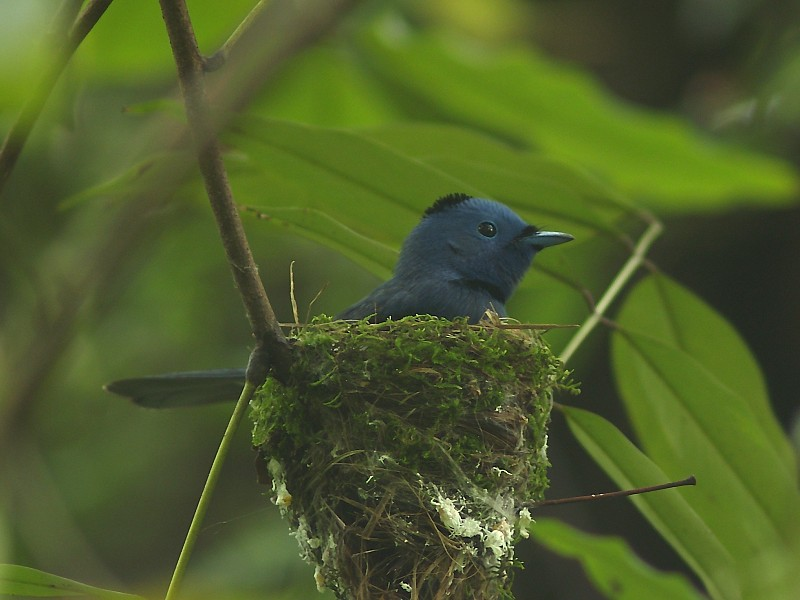
Mâle dans le nid.

Selon la classification de référence du Congrès ornithologique international (15.1, 2015) il se répartit en 23 sous-espèces (ordre phylogénique) :
- H. a. styani (Hartlaub, 1899) — Asie du Sud, sud de la Chine et Indochine ;
- H. a. oberholseri Stresemann, 1913 — Taïwan ;
- H. a. ceylonensis Sharpe, 1879 — Sri lanka ;
- H. a. tytleri (Beavan, 1867) — îles Andaman ;
- H. a. idiochroa Oberholser, 1911 — Car Nicobar ;
- H. a. nicobarica Bianchi, 1907 — îles Nicobar (sud) ;
- H. a. montana Riley, 1929 — Thaïlande ;
- H. a. galerita (Deignan, 1956) — sud de la Thaïlande ;
- H. a. forrestia Oberholser, 1911 — îles Mergui ;
- H. a. prophata Oberholser, 1911 — péninsule Malaise, Sumatra et Bornéo ;
- H. a. javana Chasen & Kloss, 1929 — Java et Bali ;
- H. a. penidae Meise, 1942 — Nusa Penida ;
- H. a. karimatensis Chasen & Kloss, 1932 — Îles Karimata ;
- H. a. opisthocyanea Oberholser, 1911 — Anambas ;
- H. a. gigantoptera Oberholser, 1911 — Natuna ;
- H. a. consobrina Richmond, 1902 — Simeulue ;
- H. a. leucophila Oberholser, 1911 — Siberut ;
- H. a. richmondi Oberholser, 1911 — Enggano ;
- H. a. abbotti Richmond, 1902 — Reusam et Babi ;
- H. a. symmixta Stresemann, 1913 — petites îles de la Sonde ;
- H. a. azurea (Boddaert, 1783) — Philippines ;
- H. a. aeria Bangs & J.L.Peters, 1927 — Maratua ;
- H. a. catarmanensis Rand & Rabor, 1969 — Camiguin.

Hypothymis puella, autrefois considéré comme sous-espèce du Tchitrec azuré, est désormais traité comme espèce à part entière.